# Blue Ridge Parkway
Blue Ridge Parkway er en naturskøn vej gennem Blue Ridge Mountains i det østlige USA. Vejen går fra Cherokee, North Carolina i syd til Rockfish Gap nær Waynesboro, Virginia i nord. Vejen, der er 755 kilometer lang (469 miles), forbinder de to nationalparker Great Smoky Mountains National Park og Shenandoah National Park. Selve vejen og de allernærmeste omgivelser, er i sig selv en nationalpark, og dette gør den til verdens længste og smalleste nationalpark.

## Vejen
Arbejdet med at anlægge vejen begyndte som et beskæftigelsesprojekt i midten af 1930'erne, helt bestemt i den 11. september 1935, hvor man begyndte at arbejde på vejen nær Cumberland Knob i North Carolina. Vejens egentlige "grundlæggelsesdato er dog først den 30. juni 1936, da kongressen autoriserede projektet. Ved samme lejlighed fik vejen sit nuværende navn; indtil da havde den været kaldt Appalachian Scenic Road. Det tog 52 år at gøre vejen færdig, idet den sidste strækning ved Grandfather Mountain i North Carolina, først blev færdiggjort i 1987. På det tidspunkt havde man blandt andet bygget 27 tunneller, hvoraf de 26 ligger i North Carolina og en i Virginia. Hertil kommer 168 broer, og 6 viadukter.
Vejens højeste punkt ligger 1.853 meter over havet, ved milepost 431, tæt ved vejens sydlige afslutning, og vejen ligger gennemsnitligt ca. 1.000 meter over havet. Beliggenheden, og det forhold at der ikke udføres vedligeholdelsesarbejde, herunder snerydning om vinteren, betyder, at dele af vejen ofte er lukket det meste af vinteren fra november til april. Nogle strækninger af vejen er lukkede med jævne mellemrum, på grund af ødelæggelser forårsaget af jordskred, oversvømmelser m.v. Dette var fx tilfældet efter orkanerne i 2004 og 2005. 
Vejen er ikke forbundet med større motorveje eller andre større veje, hvilket betyder, at der er forholdsvis roligt på vejen, selv om der er mange gæster i sæsonen. I 2004 blev vejen besøgt af næsten 18 millioner gæster, der gennemkørte større eller mindre dele af denne. En medvirkende årsag til at det er forholdsvis roligt er også, at den maksimalt tilladte hastighed på vejen er 45 miles (72 km), i timen og flere steder er hastighedsgrænsen nede på 35 miles (56 km) eller endog 30 miles (48 km) i timen. 
I nærheden af vejen ligger nogle større byer, blandt andre Waynesboro og Roanoke i Virginia, samt Boone og Asheville i North Carolina. Fra vejen er der ved milepost 355 adgang til det højeste bjerg i det østlige USA, Mount Mitchell, der er 2.037 meter højt.

## Plante- og dyreliv
Langs vejen findes et rigt planteliv, blandt andet med korneltræer og rododendron, eg, hickory og asketræer, foruden masser af buske og andre planter. I de højereliggende dele af Blue Ridge Mountains findes også mange gran- og andre nåletræer.
Også dyrelivet er rigt i Blue Ridge Mountains og langs Blue Ridge Parkway. Mere end 50 forskellige arter af pattedyr, heriblandt sorte bjørne som de største, over virginiahjort og bævere til spidsmus, som de mindste. 
Mere end 150 forskellige fugle, blandt disse hejrer, englærker, spætmejser, isfugle og flere arter af sangere, og også den sjældne vandrefalk yngler langs vejen.
Krybdyr findes også i form af 22 arter af slanger, heraf to giftige arter nemlig mokkasinslange og skov-klapperslange og 7 arter af skildpadder, fx snapskildpadde og flere øgler. I floder, søer og mindre vandhuller findes mange arter af fisk, padder og så er der mange forskellige arter af insekter.

## Seværdigheder
Seværdigheder er der mange af langs hele vejen. Deres beliggenhed angives i forhold til såkaldte mileposts. Disse er placeret på vejens vestside, og der måles med udgangspunkt i vejens nordlige ende, så milepost 0 står ved Rockfish Gap i Virginia og milepost 469 findes hvor Blue Ridge Parkway møder US Highway 441, uden for Cherokee i North Carolina.
Her skal bare nævnes nogle enkelte seværdigheder (tallet angiver miles fra milepost 0).
- Mile 10,7 Ravens Roost med udsigt over Tory Mountains og Shenandoah Valley.
- Mile 83,4 Fallingwater Cascades.
- Mile 176,1: Mabry Mill, en gammel vandmølle, der var i funktion frem til 1935.
- Mile 188,8 Groundhog Mountain. Her er der mulighed for at se flere forskellige typer af de hegn, som området er kendt for.

- Mile 216,9 Grænsen mellem Virginia og North Carolina.
- Mile 238,5 Brinegar Cabin. Et blokhus med kun to rum, der var beboet af familien Brinegar helt op til 1930.
- Mile 258,6 Northwest Trading Post , hvor der blandt andet sælges kunsthåndværk fra det nordvestlige hjørne af North Carolina.

- Mile 264,4 The Lump. Udsigt over skovbevoksede skråninger.
- Mile 304,4 Linn Cove Viaduct og Grandfather Mountain
- Mile 363,4 Craggy Gardens, Et område med mange rododendron.
- Mile 408,6 Mount Pisgah. En del af Biltmore Estate, familien Vanderbilts imponerende landsted. Med 255 værelser og 43 badeværelser, er det USA's største hjem.
- Mile 431: Richland Balsam. Her når vejen sit højeste punkt i 1845 meters højde over havet.

## Skyline Drive
I den nordlige ende af vejen begynder Shenandoah National Park. Gennem denne park går vejen Skyline Drive, der er en forlængelse af Blue Ridge Parkway. Den begynder ved Rockfish Gap, og strækker sig ca. 170 km nordpå til Front Royal i Virginia. I modsætning til Blue Ridge Parkway, skal der betales en beskeden afgift for at køre på Skyline Drive.